# جاكلين فرانك
جاكلين فرانك (بالإنجليزية: Jacquelyn Frank)‏ (22 فبراير 1968 في الولايات المتحدة)؛ روائية أمريكية.